# Президентство Уго Чавеса
Уго Чавес был избран президентом Венесуэлы в 1998 году, вступил в должность в 1999 году. Был переизбран в 2000 году, согласно новой конституции, и в 2006 году, он также был переизбран в октябре 2012 года, но в декабре отправился на Кубу из-за болезни, передав исполнение обязанностей Н. Мадуро. Чавес не прошел намеченную на январь 2013 года процедуру инаугурации на новый срок и умер в марте 2013 года. 

## 1999—2001 гг.
Вице-президенты: должность отсутствовала до вступления в силу новой конституции; Хулиан Родригес, Адина Бастидас.
1999 — запущен План Боливар 2000, первая из серии социально-экономических программ. Принятие закона, делегирующего на полгода президенту полномочия издавать указы с силой закона по ряду вопросов. Референдумы о созыве конституционного собрания (эта идея Чавеса была утверждена 92 % голосов, порядок избрания собрания — 87 % голосов) и о принятии разработанной собранием новой конституции (одобрена 72 % голосов).
2000 — Принятие закона, делегирующего на год президенту полномочия издавать указы с силой закона по ряду вопросов. Референдум о новых выборах профсоюзного руководства. Поддерживавшиеся Чавесом перевыборы одобрены 69 % голосов. Президентские выборы — Чавес побеждает с результатом в 60 %.

## 2001—2007 гг
Вице-президенты: Адина Бастидас, Диосдадо Кабельо, Хосе Ранхель.
2001 — принятие ряда законов, в том числе об аграрной реформе и об углеводородах (повышающего выплаты в пользу государства с иностранных нефтедобытчиков). Создание «боливарианских кружков».
2002 — конфликт вокруг контроля над государственной нефтяной компанией PDVSA.
2002 — попытка переворота.
2002—2003 — забастовки против курса правительства.
2003 — запуск «боливарианских миссий» (социальных программ) «Mercal» (питание), «Barrio Adentro» (здравоохранение), «Robinson», «Ribas» и «Sucre» (образование).
2004 — Расширение состава Верховного суда. Запуск «боливарианских миссий»: «Hábitat» (жилищное строительство) и «Милагро» (офтальмология). Референдум об отстранении президента — Чавес побеждает с результатом в 59 %.
2005 — создание международной организации Petrocaribe и международного телеканала TeleSUR. Запуск боливарианской миссии «Vuelta al Campo» (развитие села). Провозглашена социалистическая ориентация Боливарианской революции.
2006 — создание коммунальных советов. Президентские выборы — Чавес побеждает с результатом в 63 %.

## 2007—2012 гг.
Вице-президенты: Хорхе Родригес Гомес, Рамон Карисалес, Элиас Хауа Милано, Николас Мадуро.
2007 — Принятие закона, делегирующего президенту на полтора года полномочия издавать указы с силой закона по ряду вопросов. Реструктуризация иностранного участия в нефтяной отрасли; объединение части поддерживающих президента партий в ЕСПВ. Референдум по обширным изменениям в конституции. Предложения Чавеса отклонены большинством в 51 %.
2007—2009 — серия возмездных национализаций.
2009 — Создание международного «Банка Юга». Референдум по изменениям в конституции о возможности переизбрания должностных лиц без ограничения числа сроков — предложения Чавеса приняты большинством в 55 %.
2010 — Принятие закона, делегирующего президенту на полтора года полномочия издавать указы с силой закона по ряду вопросов
2011 — публично сообщается о болезни президента. Запуск ряда «больших миссий» (Grandes Misiones).
2012 — Выход страны из АКПЧ. Президентские выборы — Чавес побеждает с результатом в 55 %.